# Кирилов, Порфирий Евдокимович
Порфирий Евдокимович Кирилов (1801—1864) — русский врач и ботаник, исследователь флоры Китая (коллектор растений).

## Биография
Окончил Императорскую медико-хирургическую академию.
В 1830—1840 годах был врачом в чине X класса 11-й Русской духовной миссии в Пекине вместе с ботаником А. А. Бунге, вёл метеорологические наблюдения, составлял ботанический гербарий. Как врач пользовался известностью даже при императором дворе: одна из его пациенток, княгиня, подарила ему экземпляр женьшеня с листьями и плодами, по которому он и был описан.
Привезя с собой по возвращении в Россию чайный куст и семена, он одним из первых продемонстрировал возможность выращивания чая в России. В 1847 году по приказу кавказского наместника М. С. Воронцова с помощью Кирилова была проведена пробная посадка чая в Херсоне, что заложило начало чаеводства в Европе.

## Виды растений, названные в честь П. Е. Кирилова
- Clematis kirilowii Maxim. (1876)
- Eupatorium kirilowii Turcz. (1837) [= Eupatorium lindleyanum DC.]
- Indigofera kirilowii Maxim. ex Palibin (1899)
- Spiraea kirilowii Regel (1858) [≡ Sorbaria kirilowii (Regel) Maxim.]
- Trichosanthes kirilowii Maxim. (1859)
- Valeriana kirilovii Sumnev. (1941)